# ハリー・ケリー・ジュニア
ハリー・ケリー・ジュニア（Harry Carey, Jr.、1921年5月16日 - 2012年12月27日）は、アメリカ合衆国の俳優。父はサイレント映画時代から西部劇を中心に活躍した名優ハリー・ケリー、母はその2番目の妻で女優のオリーヴ・ケリー。父同様、西部劇作品に多く出演した性格俳優である。

## 来歴

### 人生とキャリア
西部劇映画で活躍した名優ハリー・ケリーの息子としてカリフォルニア州サンタクラリタ・サウガスに生まれ、両親が所有するカリフォルニアの牧場で育つ。
オペラ歌手で映画スターのローレンス・ティベットのようなクラシック歌手になるのが夢で、歌の勉強のためにニューヨークに渡る。1939年にニューヨーク万国博覧会でショーのパフォーマーの職を得る。1941年にNBCで働くようになるが、第二次世界大戦が始まると海軍に入隊する。最初の3年間は衛生兵として働き、その後、父の親友ジョン・フォード監督によるプロパガンダ映画制作の任務に（ケリー本人が拒否したにもかかわらず）つくことになる。
退役後、歌手を目指すが上手く行かず、俳優に転向し、1946年に映画『Rolling Home』の端役でデビューする。その後、父が出演した映画『赤い河』（1948年）に出演したが父との共演シーンはない。なお、1946年にクランクアップしたが版権で揉め、公開は2年後になった。
1947年に父が亡くなると、父がかつて主演したサイレント映画『恵みの光』（1919年）のリメイク作『三人の名付親』（1948年）で主役の1人に抜擢される。このリメイク作は、『恵みの光』の監督でもあるジョン・フォードが親友ハリー・ケリーに捧げた作品である。この作品以降、フォード監督作品の常連俳優として多くの作品に出演するようになるが、他の監督の作品では扱いが悪く、クレジットされないこともあった。
1950年代以降はテレビを中心に活動し、ハリウッド・ウォーク・オブ・フェームにテレビ分野で星を持つ。また、西部劇を中心に脇役から端役まで数多くの作品に出演し、ジョン・フォードの後継者と呼ばれたアンドリュー・V・マクラグレンの監督作品に目立って出演した。1970年代にはマカロニ・ウエスタンにも出演した。
晩年はジョー・ダンテ監督の『グレムリン』（1984年）やリンゼイ・アンダーソン監督の『八月の鯨』（1987年）、ロバート・ゼメキス監督の『バック・トゥ・ザ・フューチャーPart3』（1990年）等、往時の活躍を知る中堅層の監督にリスペクトされて端役ながらも起用された。2012年に老衰で死去。

### マカロニ・ウエスタンに出演
イタリア映画界が主導で製作した疑似西部劇をマカロニ・ウエスタンと呼ぶ。1960年代からはヘンリー・フォンダを筆頭にロッド・キャメロン、リー・ヴァン・クリーフ、ジョン・アイアランド、ジャック・イーラム、ウッディー・ストロード、ダン・デュリエ等のハリウッド西部劇のベテラン俳優からクリント・イーストウッド、タイ・ハーディン、ジェームズ・ガーナー等のテレビ西部劇俳優も続々とマカロニ・ウエスタンに出演する様になった。
ケリー・ジュニアは彼等に遅れて1971年の『ザ・アウトロー/風来坊II（西部の荒くれ二人組/トリニティ2）』（未/ビデオ）の脇役が最初の出演である。翌年にはユーゴ（主に現在のクロアチア）で撮影された『自転車紳士、西部を行く』（1972年/未/テレビ放映）でも『ザ・アウトロー～』で組んだエンツォ・バルボーニ監督と主演のテレンス・ヒルとの再仕事だった。また、ハリウッド俳優のグレゴリー・ウォルコットも出演していた。
ゴールド・ラッシュに沸くアラスカを舞台にしたチャールトン・ヘストン主演の『野性の叫び』（1972年）が製作されると、ジャック・ロンドン原作の｢白い牙｣物の亜流作品が連作された。これらの作品群も欧米では準西部劇に分類される。ケリー・ジュニアもルチオ・フルチ監督の『名犬ホワイト/大雪原の死闘』（1973年の『白い牙』（未/テレビ放映）と混同されることもあるが、別作品である。）（1974年/未/テレビ放映）に出演し、フランコ・ネロやヴィルナ・リージ、ジョン・スタイナーと言ったスターと共演し、撮影もカナダを中心に行われた。
1975年にはハリウッド・メジャーの20世紀フォックスが主導で製作したハーフ・マカロニ・ウエスタンとも呼ばれる『ワイルドトレイル』にも脇役出演した。イタリアのアントニオ・マルゲリーティ（アンソニー・M・ドーソン名義でクレジットされた）が監督で、スペイン領のカナリア諸島で撮影された。尚、主要キャストはジム・ブラウンやフレッド・ウィリアムソン、ジム・ケリーと言った黒人俳優が占め、数多くのマカロニ・ウエスタンで主演を張ったリー・ヴァン・クリーフと1960年代のイタリアのアイドル女優だったカトリーヌ・スパークも共演しており、ダナ・アンドリュースやバリー・サリヴァンと言ったハリウッドのベテラン俳優も出演していた。

## 主な出演作品
- 赤い河 Red River (1948)
- 三人の名付親 3 Godfathers (1948)
- 黄色いリボン She Wore a Yellow Ribbon (1949)
- 幌馬車 Wagon Master (1950)
- リオ・グランデの砦 Rio Grande (1950)
- モンキー・ビジネス Monkey Business (1952) ※クレジットなし
- ナイアガラ Niagara (1953) ※クレジットなし
- 紳士は金髪がお好き Gentlemen Prefer Blondes (1953) ※クレジットなし
- Spin and Marty シリーズ  (1955-1957) ※テレビのショー番組『ミッキーマウス・クラブ』内で放送された短編ドラマシリーズ
- 長い灰色の線 The Long Gray Line (1955)
- 東京暗黒街・竹の家 House of Bamboo (1955) ※クレジットなし
- ミスタア・ロバーツ Mister Roberts (1955)
- 捜索者 The Searchers (1956)
- リオ・ブラボー Rio Bravo (1959) ※出演シーン削除
- 馬上の二人(1961）Roe Ride Togethe
- シャイアン（1964）Cheyenne Autumn※クレジットなし
- スタンピード The Rare Breed (1966)
- バンドレロ Bandolero! (1968)
- 最後の弾丸 One More Train to Rob (1971)
- テキサス大強盗団 Something Big (1971)
- グレムリン Gremlin (1984)
- マスク Mask (1985)
- クロスロード Crossroads (1986)
- 八月の鯨 The Whales of August (1987)
- チェリー2000 Cherry 2000 (1987)
- バック・トゥ・ザ・フューチャー PART3 Back to the Future Part III (1990)
- トゥームストーン Tombstone (1993)
- 心の指紋 Sunchaser (1996)

## 翻訳された著書
- ジョン・フォードの旗の下に 高橋千尋訳 筑摩書房(リュミエール叢書) 1997/6/1

## エピソード
「ハリー」や「ジュニア」ではなく、友人や家族、映画ファンからは「Dobe」と呼ばれていた。
Dobeの愛称は生まれた直後に父が付けたもので、赤毛の髪が日干しれんが（adobe）を思わせることによる。